# Puente de Piedra (Verona)
El puente de Piedra de  Verona (Véneto, Italia) es un puente romano construido sobre el río Adigio para sustituir un puente de madera anterior, siendo el monumento romano más antiguo de la ciudad. Forma parte del sitio Patrimonio de la Humanidad de la Centro histórico de Verona.

## Historia

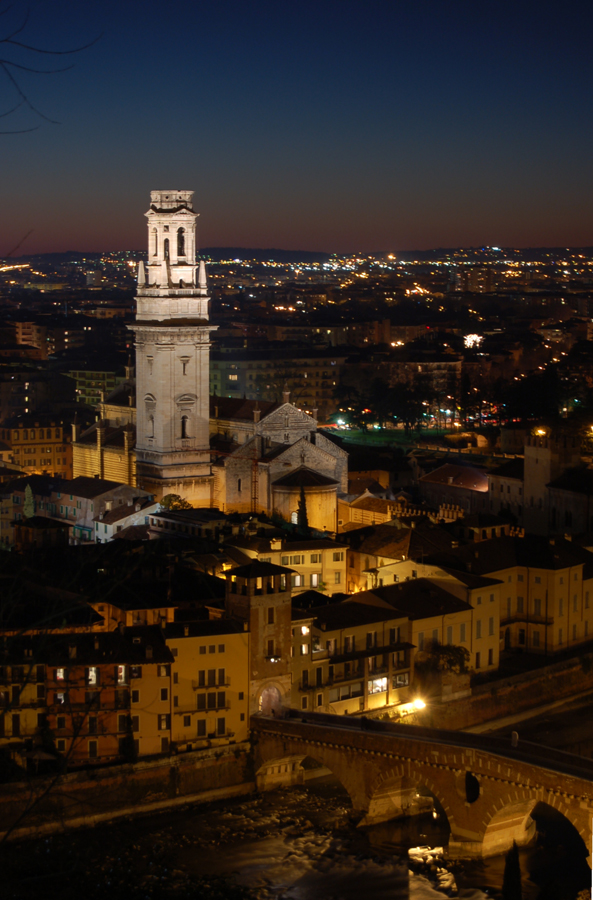
La Catedral y el puente de Piedra desde el castillo de San Pietro.

El puente de Piedra, antiguamente llamado  Pons marmoreus, es el único puente romano que queda en la ciudad. Tiene cinco arcadas y la construcción de su primera estructura es probablemente de la época preaugustea. Es el primer puente de piedra construido en Verona y la primera gran obra marmórea pública de la ciudad. 
En la época romana eran siete los puentes que atravesaban el Adige en los varios puntos de la ciudad y dos la atravesaban cerca del Teatro Romano: el Pons marmoreus (el Puente de Piedra) y el Pons Postumius (el Puente Postumio). En esta extensión del teatro, después de haber bloqueado las aguas al puente Postumio, se representaban batallas navales.
Sobre los puentes, en particular sobre el puente Postumio, circulaba un acueducto romano cuyas fuentes estaban cerca de la fracción de Avesa y dotaba las casas de la ciudad romana de agua corriente y alimentaba las termas que hacían de Verona una ciudad termal muy frecuentada por los emperadores.
La arcada cerca la ribera derecha del río Adigio fue reconstruida en el 1298 por Alberto I della Scala. Cuatro arcos fueron destruidos en 1945 al final de la guerra y fueron reconstruidos con piedras recuperadas en el río, la obra terminó sólo en 1959. Peculiar y pintoresca es la utilización de varios materiales.
La presencia del vado sobre el cual fue construido el puente, que después fue integrado en la romana Vía Postumia, es probablemente al origen del nacimiento de Verona.
En los tiempos pasados el Puente acogió tiendas y casitas pensiles, y estaba vigilado por otra torre en la ribera derecha que fue derribada en el siglo pasado.
Detrás del Puente, sobre el collado homónimo, surge el Castillo de San Pedro.

## Estructura
El puente está constituido por cinco arcadas, las dos más próximas al lado de izquierda son romanas, las dos intermedias fueron reconstruidas en el siglo VI, aquella en el lado derecho es en parte de la época scaligera, cuando Alberto I della Scala construyó la torre de protección que todavía se puede ver. El puente mide 95 metros de largo y casi 4 metros de ancho. Los materiales utilizados son mármol blanco, por las partes originales, y ladrillos rojos, por las partes reestructuradas (fieles al original) durante la señoría scaligera.

## Galería

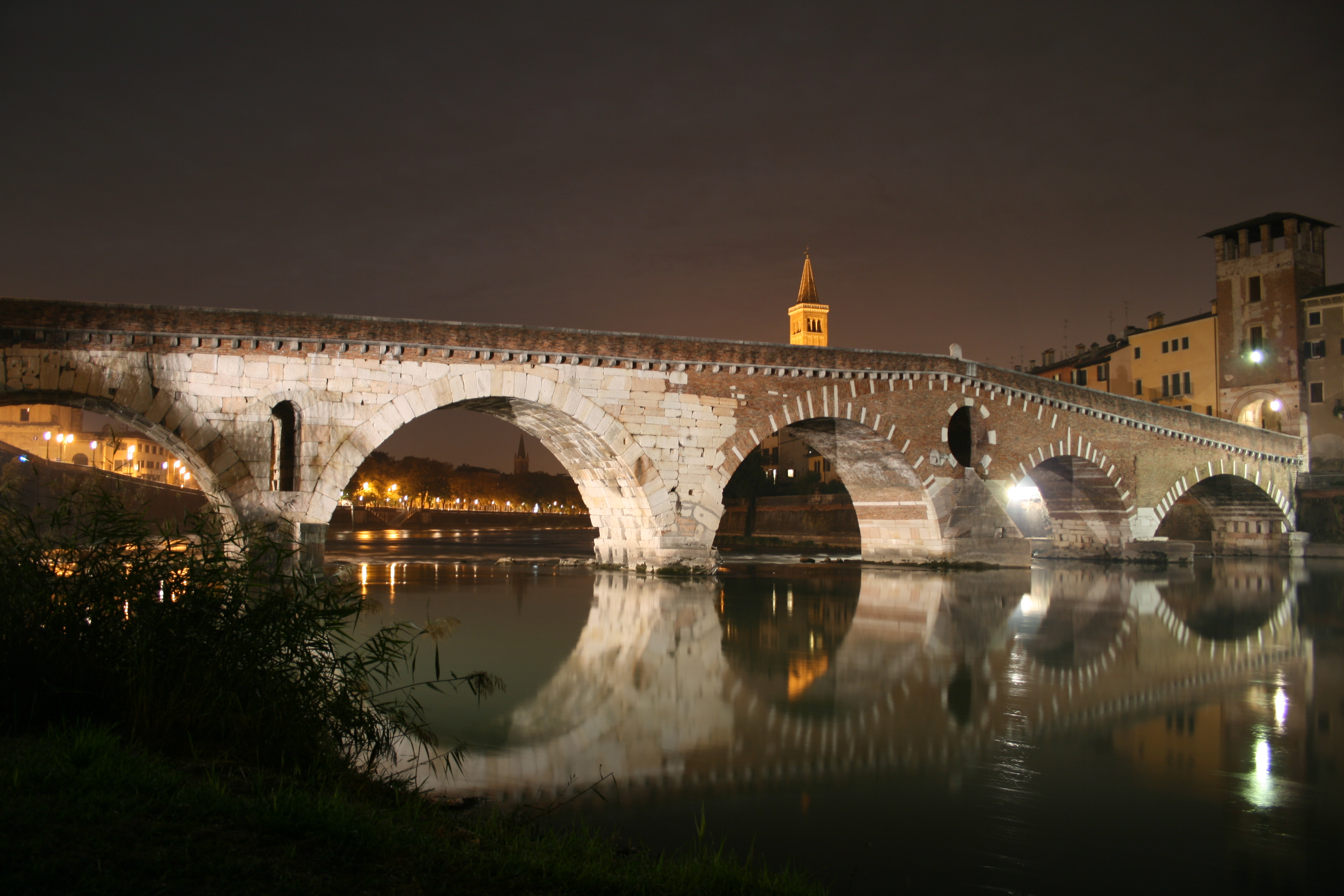
Puente de Piedra por la noche.
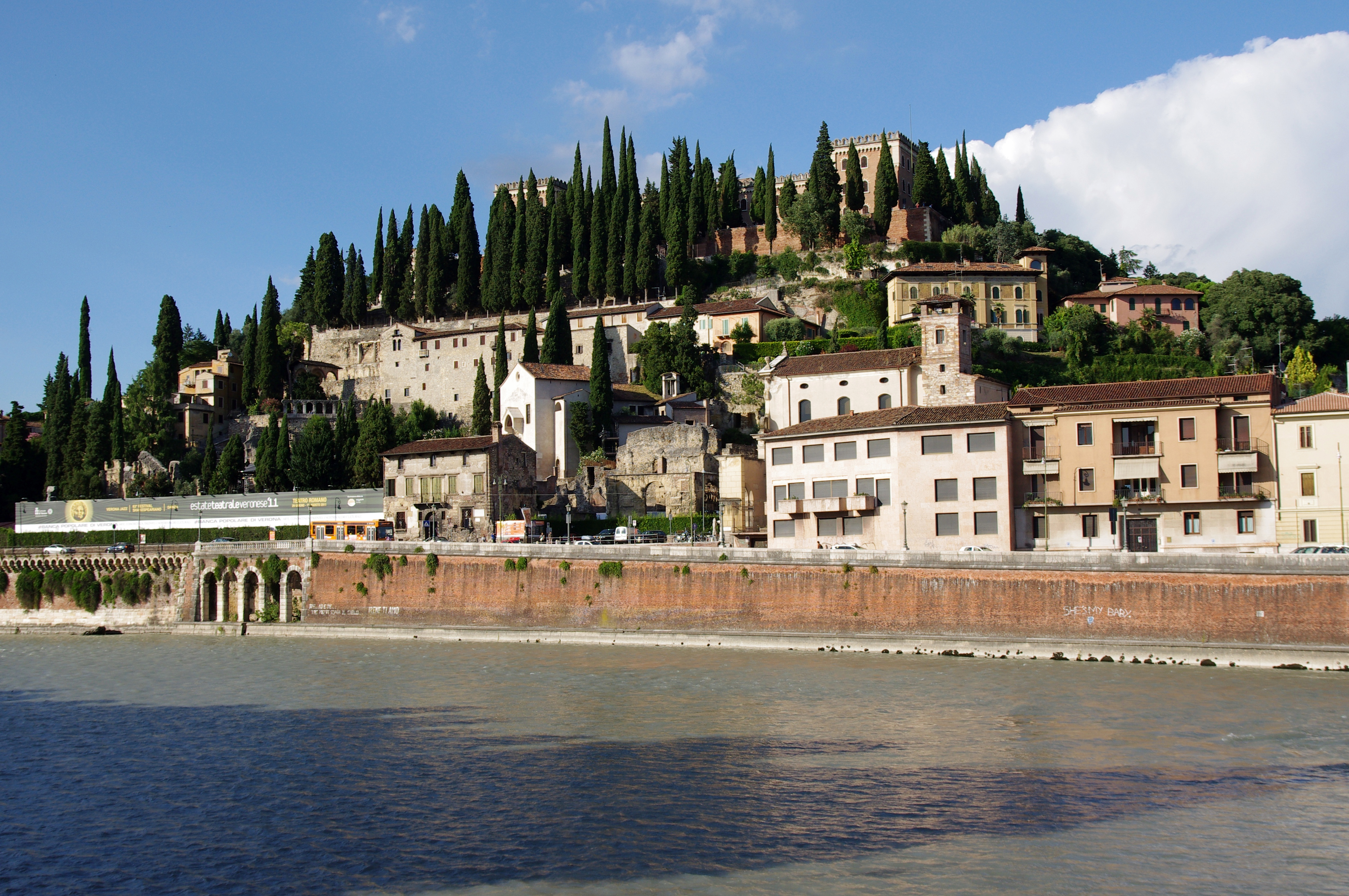
Castillo de San Pedro.
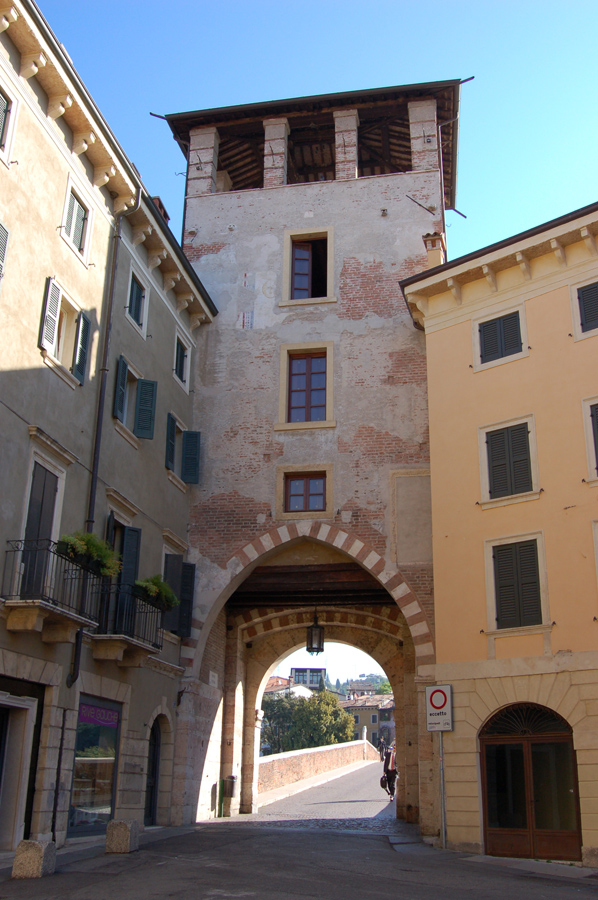
Torre del Puente de Piedra.